# Eriochloa sericea
Eriochloa sericea är en gräsart som först beskrevs av Scheele, och fick sitt nu gällande namn av William Munro och George Vasey. Eriochloa sericea ingår i släktet Eriochloa och familjen gräs. Inga underarter finns listade i Catalogue of Life.